# 전령자
진국공 전령자(晉國公 田令孜, ? ~ 893년)는 당나라 말기의 환관으로, 자는 중칙(仲則)이다. 당 희종의 대에 막강한 권력을 휘둘렀던 환관으로, 희종의 치세 대부분의 기간에 걸쳐, 희종과의 친밀한 관계와 환관이 지휘하는 금군인 신책군(神策軍)에 대한 장악력(즉 군권)을 기반으로 하여 권력을 장악하였고, 심지어 희종이 황소의 농민 반란에 직면하여 검남서천도(劍南西川道, 본부는 지금의 사천성 성도시에 있었다)로 피난하는 와중에도 마찬가지로 권력을 장악하고 있었다. 그러나 희종의 치세 후반에 접어들어, 그가 일으킨 군벌 왕중영과의 분쟁은 당나라 조정이 군벌들에 대해 사실상 무력화되다시피 한 수많은 반란들로 이어졌으며, 이후 그는 권좌를 포기할 수밖에 없었다. 그리고 그의 친형인 검남서천 절도사 진경선에 의하여 피난처를 얻게 되었다. 그러나 891년, 진경선은 왕건에게 패하여 왕건에게 검남서천도를 내어주고 항복해야만 했다. 893년, 왕건은 진경선과 전령자를 처형하였다.

## 생애

### 배경
전령자가 언제 태어났는지는 알려져 있지 않다. 그의 본성은 진(陳)씨였고, 그에게는 적어도 2명의 형제인 진경선과 진경순(陳敬珣)이 있었다. 그의 출신지에 대한 정사의 기록은 일관성이 없었다. 《신당서》에서의 그의 열전에 의하면 그는 촉(蜀, 지금의 스촨성 일대) 지방 출신이었고, 그의 형 진경선의 출신을 기술한 《자치통감》에 의하면 그는 허주(許州, 지금의 허난성 쉬창시) 출신이었다. 그는 당 의종의 함통 연간(860~874) 중기에 이름이 전(田)씨로 추정되는 환관인 양아버지를 따라, 내시성(內侍省)에 환관으로 입궁하였다고 한다. 그는 글을 읽고 쓸 줄 알았고 많은 독서를 하였으며, 뛰어난 지략을 가지고 있었다고 한다. 의종 연간 중에 그는 소마방사(小馬坊使, 황실의 마구간을 감독하는 환관)를 역임하였다. 이 무렵, 그는 의종의 아들인 보왕(普王) 이엄과 친하게 지냈다.

## 가족 관계
- 아버지 : 이름 미상 - 본성(本姓) 진(陳)씨
  - 형 : 이름 미상
  - 형 : 이름 미상
  - 형 : 진경선(陳敬瑄. ?~893년) - 검남서천 절도사
    - 조카 : 진도(陳陶) - 아주(雅州, 지금의 스촨성 야안시)자사

  - 형제 : 진경순(陳敬珣) - 낭주(閬州, 지금의 스촨성 난충시의 현급시인 랑중시)자사
- 양아버지 : 이름 미상 - 전(田)씨 성의 환관
  - 본인 : 전령자(田令孜)
    - 양자 : 전언빈(田彦賓) - 본명 송문통(宋文通). 신책군 장교, 훗날의 이무정(李茂貞).
    - 양자 : 전광우(田匡祐)

## 주석·출전 및 참고 문헌
1. ↑  《신당서》, 권208.
2. ↑  《자치통감》, 권253.
3. ↑  《구당서》, 권184.
4. ↑  《자치통감》, 권252.